# Yukarıcanören, Aziziye
Yukarıcanören là một xã thuộc huyện Aziziye, tỉnh Erzurum, Thổ Nhĩ Kỳ. Dân số thời điểm năm 2011 là 442 người.